# Nikolái Nikolov-Zikov
Nikolái Nikolov-Zikov (en búlgaro: Николай Николов-Зиков; Sofía; 7 de agosto de 1946) es un pintor y escultor búlgaro y ex-disidente. Es considerado uno de los mejores surrealistas búlgaros. Nacido en Sofia, se graduó en 1974 como licenciado en pintura monumental en la Academia Nacional de Arte (Национална художествена академия) de Sofía.

## Biografía
Nació en Sofía el 7 de agosto de 1946, en la familia de Petar Atanasov-Zikov y Nadezhda Evtimova. Se graduó en el Gimnasio de Arte en 1967, y antes de 1974 completó la pintura decorativa-monumental en la Academia de Bellas Artes en la clase del profesor Mito Ganovski.
Tras su graduación, Nikolai Zikov participó en los primeros talleres. Las historias surrealistas y los paisajes con rocas son los rasgos más característicos de sus obras. Antes de 1977, su cuadro "Polityczka pesni" (Canción política) suscitó polémica en la época del simposio de Dobrich, ya que incluía el retrato del pintor surrealista Salvador Dalí, que no gustaba a los regímenes comunistas. A pesar de ello, la crítica se muestra comprensiva: "Otra parte de los jóvenes artistas (Nikolai Zikov) se ha visto fuertemente influenciada por las posibilidades de acción que ofrecen la fotografía, el cine, la televisión... Sus obras técnicas captan con agudeza lo contemporáneo, no sólo como documentos o citas, sino también como una relación holística con su composición, que debilita su sentido asociativo. Y es un éxito si el deseo de despertar y activar la conciencia del espectador tiene éxito". (Chavdar Popov).